# Masami Mitsuoka
Masami Mitsuoka (光岡昌美, Mitsuoka Masami), également connue sous le pseudonyme de Mizca, née le 14 août 1986 dans la préfecture d'Aichi au Japon, est une chanteuse japonaise.

Elle est notamment connue pour avoir réalisé le 5e générique d'ouverture de l'anime Katei Kyoushi Hitman Reborn! (Last Cross) et a également auparavant enregistré le 3e générique de fin d'un autre animé Blue Dragon (Hana).

## Biographie
Masami Mitsuoka a commencé sa carrière au sein du groupe Sister Q en 2003. Après la sortie de plusieurs singles entre 2003 et 2006, le groupe se sépare en octobre 2006 et elle commence alors une carrière en solo.
Son premier album Black Diary est sorti le 28 janvier 2009 au Japon.

Fin 2009, elle change de nom de scène - elle devient Mizca - et revient avec un nouveau style musical résolument électro.

## Discographie

### En tant que Masami Mitsuoka

#### Albums
- Black Diary (28 janvier 2009)

1. last cross
2. I am (Album version)
3. End for End
4. 届かない想い...～ロードanother story～ (Todokanai Omoi... ROAD ~another story~)
5. Distance Love
6. Jewel Days
7. REFIND
8. CHESS BOARD
9. Black Diary
10. As for you
11. Hana (Album Version)
12. ぼくたちの失敗 (Bokutachi No Shippai)
13. Single Stone

#### Singles
- Hana (28 novembre 2007)

1. Hana
2. 傷跡 (Kizuato)
3. eternally
4. Hana (Instrumental)

- Distance Love/I am (6 août 2008)

1. Distance Love
2. I am
3. OVER THERE
4. Distance Love (Instrumental)
5. JACK POT

- 届かない想い...～ロードanother story～ (Todokanai Omoi... ROAD ~another story~) (19 novembre 2008)

1. 届かない想い...～ロードanother story～
2. lost angel
3. 届かない想い...～ロードanother story～ (Instrumental)
4. wishing road

- last cross (17 décembre 2008)

1. last cross
2. Silent of me
3. last cross (Instrumental)
4. Desperate
5. last cross (TV Version)

- FREE BIRD (11 février 2009)

1. FREE BIRD
2. Rainbow
3. FREE BIRD (Instrumental)
4. Eternally (Acoustic Version)

### En tant que Mizca

#### Singles
- Robotics (28 novembre 2009)

1. Robotics

- キラキラ☆ (Kira Kira) (20 janvier 2010)

1. キラキラ☆ (Kira Kira)
2. Truly Lovely
3. United To The Sky 1.02